# Guido Scala
Guido Scala (ur. 14 lutego 1936 r. w Turynie, zm. 6 stycznia 2001 r. w Chiavari) – były twórca komiksów z kaczorem Donaldem.
Uważany jest za jednego z głównych włoskich rysowników Disneya, dla którego stworzył ponad czterysta komiksów.

## Biografia i kariera
Urodzony w Turynie, w latach pięćdziesiątych Scala przeniósł się do Ligurii i zaczął pracować, pod kierunkiem rysownika Luciano Bottaro dla wydawnictwa Alpe e Bianconi; później, gdy Bottaro służył w wojsku, samodzielnie kontynuował niektóre wspólne prace, np. serię Pik e Pok.  Jakiś czas później przeniósł się na kilka lat do Cleveland w Australii, gdzie tworzył serię Sergeant Bottleneck dla Cleveland Publishing Company w Sydney, która spotkała się z dużym uznaniem.
Po powrocie do Włoch w 1959 roku, współpracował z Bottaro i ze scenarzystą Carlem Chendim. W 1962 roku zaczął współpracować z tygodnikiem "Topolino" (włoska wersja imienia Myszki Miki), gdzie rysował historie z postaciami Disneya: początkowo tylko z Myszką Miki, a od 1971 roku także z Kaczorem Donaldem.
Pod wpływem Marco Roty, szefa zespołu rysowników, we wczesnych latach osiemdziesiątych częściowo porzucił styl Bottaro, by podążać za bardziej tradycyjną maniera amerykańskiego rysownika Ala Taliaferro, a następnie wypracował własny styl rysowania, który czyni go natychmiast rozpoznawalnym. W tym samym czasie współpracował również z różnymi zagranicznymi wydawcami: we Francji realizuje serie Pepito, Monty, Tom i Jerry i Titì, podczas gdy w Niemczech pracuje w Fix und Foxi i Primo Comic.
Specjalnością Guido Scali były parodie, zwłaszcza dzieł literackich: dla swoich komiksów z Kaczorem Donaldem wykorzystywał m.in. dzieła Verne'a, Schillera, Goethego, Swifta, Dostojewskiego, Hemingwaya.  W latach 1987–1990 regularnie publikował w "Topolino" komiksy inspirowane przysłowiami (Proverbio quiz, 1987), a następnie parodie reklam telewizyjnych (Lo spot della settimana, 1988-1989) i sekcji sportowych (Lo sport della settimana, 1990). Niektóre parodie reklam telewizyjnych zostały następnie ponownie opublikowane w tomie Il '900 visto da Topolino.  
Zmarł w 2001 roku.  Niektóre z jego opowiadań zostały opublikowane pośmiertnie, np. Wujek Sknerus,  wielka rzeka i srebrny dzwon, napisany przez Rodolfo Cimino, został wydany 22 stycznia 2002 r.